# Břevnický potok
Břevnický potok, nazývaný též Břevnice, je pravostranný přítok řeky Sázavy v okrese Havlíčkův Brod v Kraji Vysočina. Délka jeho toku činí 18,5 km. Plocha povodí měří 70,3 km².

## Průběh toku
Potok pramení jihovýchodně od Chotěboře, nedaleko osady Marieves, v nadmořské výšce 560 m. Teče převážně jižním až jihozápadním směrem. Na horním toku napájí řadu rybníků. V letech 1956 až 1959 byla na potoce vybudována vodní nádrž Břevnice, která slouží především jako zdroj užitkové vody, k rekreačním účelům a v menší míře též jako ochrana před povodněmi. Potok protéká obcemi Rozsochatec a Břevnice. Ústí zprava do Sázavy na jejím 166,5 říčním kilometru, na východním okraji Havlíčkova Brodu, v nadmořské výšce okolo 415 m.

### Větší přítoky
Největším přítokem Břevnického potoka je Krupský potok (hčp 1-09-01-0410), který jej posiluje zprava na 5,5 říčním kilometru u osady Chrast. Délka jeho toku činí 7,4 km. Plocha povodí měří 23,4 km².

## Vodní režim
Průměrný průtok Břevnického potoka u ústí činí 0,52 m³/s. Stoletá voda zde dosahuje 47,3 m³/s.
M-denní průtoky u ústí:
| M [dní]  | Q30  | Q60  | Q90  | Q120 | Q150 | Q180 | Q210 | Q240 | Q270 | Q300 | Q330 | Q355 | Q364 |
| -------- | ---- | ---- | ---- | ---- | ---- | ---- | ---- | ---- | ---- | ---- | ---- | ---- | ---- |
| Q [m³/s] | 1,23 | 0,83 | 0,63 | 0,50 | 0,41 | 0,34 | 0,28 | 0,23 | 0,19 | 0,15 | 0,11 | 0,07 | 0,04 |